# 建康實錄
《建康實錄》，中国六朝史料集，唐代許嵩撰。全書共20卷，現已殘缺。这是一部记述三国吴、东晋、南朝劉宋、蕭齊、蕭梁、陳，即六朝事的史籍。因此六朝皆建都建康（今江苏南京），故以此名。作者在《序》中說，此書「具六朝君臣行事，事有詳簡，文有機要，不必備舉。若土地、山川、城池、宮苑，當時制置，或互興毀，各明處所，用存古跡。其有異事別聞，辭不相屬，則皆注記，以益見知。使周覽而不煩，約而無失者也。」
《建康實錄》对研究魏晋南北朝历史及南京地区历史地理都很有参考价值。雖作於《三國志》、《晉書》、《宋書》、《南齊書》、《梁書》、《陳書》及《南史》之後，但保存著某些正史不載的史實和軼事。常為後來考證六朝史事者所引徵。